# Hifumi Abe
Hifumi Abe (japonsky 阿部一二三, * 9. srpna 1997 Kóbe, Japonsko) je japonský zápasník–judista.

## Sportovní kariéra
S judem začínal v 6 letech v kroužku. Vrcholově se připravuje v Tokiu na univerzitě Nippon taiiku daigaku pod vedením Sinčona Acušiho. V japonské seniorské reprezentaci se pohybuje od roku 2014 v pololehké váze do 66 kg. V roce 2016 se kvalifikoval na olympijské hry v Riu, ale v japonské nominace musel ustoupit zkušenějšímu Masaši Ebinumovi.
Hifumi Abe je pravoruký judista, představitel klasické japonské školy juda s výstavní technikou sode-curikomi-goši a seoi-nage.

### Vítězství
- 2014 - 1x světový pohár (Kano Cup)
- 2015 - 1x světový pohár (Taškent)
- 2016 - 2x světový pohár (Ťumeň, Kano Cup)
- 2017 - 1x světový pohár (Paříž)

## Výsledky
| Olympijské hry    |    |    |   | — |    |  |  |  |  |  |  |  |  |  |  |  |  |  |  |  |  |
| Mistrovství světa | —  | —  | — |   | 1. |  |  |  |  |  |  |  |  |  |  |  |  |  |  |  |  |
| Asijské hry       |    | —  |   |   |    |  |  |  |  |  |  |  |  |  |  |  |  |  |  |  |  |
| Mistrovství Asie  | —  |    | — | — | —  |  |  |  |  |  |  |  |  |  |  |  |  |  |  |  |  |
| MS juniorů        | —  | 2. | — |   | —  |  |  |  |  |  |  |  |  |  |  |  |  |  |  |  |  |
| MS dorostenců     | 2. |    |   |   |    |  |  |  |  |  |  |  |  |  |  |  |  |  |  |  |  |